# Arturo ten Heuvel
Arturo ten Heuvel (Amsterdam, 20 december 1978) is een Nederlands voormalig voetballer die als middenvelder speelde.

## Loopbaan
In de jeugd speelde hij voor JOS Watergraafsmeer (1983-1986), AFC Ajax (1986-1987), AVV Zeeburgia (1987-1991) en Haarlem.
Ten Heuvel debuteerde in seizoen 1997/98 voor Haarlem in de Eerste divisie. Na twee jaar voor Haarlem te hebben gespeeld, ging hij voor vier seizoenen naar FC Volendam, om in 2003 weer terug te keren naar Haarlem. Na wederom twee jaar Haarlem vindt de Amsterdammer onderdak bij FC Den Bosch waar hij na het seizoen 2007/08 niet meer terugkeert.
De jongste van de twee voetballende broers (Laurens ten Heuvel) is aan het begin van het seizoen 2008/09 nog clubloos. Haarlem heeft de Amsterdammer proberen over de streep te trekken, maar een avontuur in het buitenland is wat Ten Heuvel wenst. In 2009 tekende hij een contract bij Belgische eersteklasser SV Roeselare. In juni 2010 werd zijn contract ontbonden.
In februari 2011 werd duidelijk dat hij voor de rest van het seizoen uitkomt voor zaterdag topklasser Katwijk. In het seizoen 2011/12 is Ten Heuvel, net als zijn broer Laurens, actief voor zaterdag eersteklasser Ajax. Hij stopte in 2014.
In 2016 werd hij jeugdtrainer bij Almere City. Vanaf het seizoen 2019/20 werkt Ten Heuvel als Hoofd Opleidingen bij de Amsterdamse voetbalvereniging AFC TABA.

## Clubstatistieken
| seizoen | club         | land      | competitie     | duels | goals |
| ------- | ------------ | --------- | -------------- | ----- | ----- |
| 1997/98 | Haarlem      | Nederland | Eerste divisie | 21    | 0     |
| 1998/99 | Haarlem      | Nederland | Eerste divisie | 1     | 0     |
| 1999/00 | FC Volendam  | Nederland | Eerste divisie | 21    | 1     |
| 2000/01 | FC Volendam  | Nederland | Eerste divisie | 25    | 8     |
| 2001/02 | FC Volendam  | Nederland | Eerste divisie | 29    | 1     |
| 2002/03 | FC Volendam  | Nederland | Eerste divisie | 22    | 1     |
| 2003/04 | Haarlem      | Nederland | Eerste divisie | 35    | 6     |
| 2004/05 | Haarlem      | Nederland | Eerste divisie | 31    | 3     |
| 2005/06 | Haarlem      | Nederland | Eerste divisie | 36    | 7     |
| 2006/07 | FC Den Bosch | Nederland | Eerste divisie | 38    | 7     |
| 2007/08 | FC Den Bosch | Nederland | Eerste divisie | 36    | 6     |
| 2008/09 | SV Roeselare | België    | Eerste klasse  | 15    | 1     |
| 2009/10 | SV Roeselare | België    | Eerste klasse  | 5     | 0     |
|         |              | [ 1 ]     | Totaal         | 315   | 41    |

Bijgewerkt: 26/04/2010

## Bron
1. ↑  Vi.nl Arturo ten Heuvel